# Dui (vaso)
Un dui è (zh. 敦T, DuīP, Tui1W) è un antico vaso (spec. una ciotola) cinese munito di piedi e coperchio con due maniglie alla bocca. Si tratta d'una delle più particolari tipologie di bronzi rituali cinesi, in uso al volgere del lungo dominio della dinastia Zhou (1045–256 a.C.), fond. il c.d. "Periodo degli Stati Combattenti" (453–221 a.C.)
Era un contenitore per alimenti poi passato in uso come vaso rituale/sacrificale. La maggior parte dei duī è costituita da due ciotole sovrapposte, una quale corpo e l'altra quale coperchio, entrante tripodi.

## Funzione e utilizzo
La particolare conformazione del vaso duī, i.e. due ciotole sovrapposte, permetteva di utilizzarlo o come recipiente in due pezzi o come recipiente coperto per facilitare il processo rituale. Le varietà con coperchio sono evidenziate dalla mancanza di struttura di supporto su ciascuna ciotola. Il vaso poteva essere esposto in bella vista all'interno di un tempio o di una sala ma veniva utilizzato anche durante le feste che commemoravano gli antenati. Come per il caso di altri bronzi rituali cinesi, il duī poteva essere prodotto esclusivamente per uso sepolcrale, finendo, con l'andar del tempo, per divenire uno status symbol di potere, privo di funzionalità ritual-religiosa.

## Storia

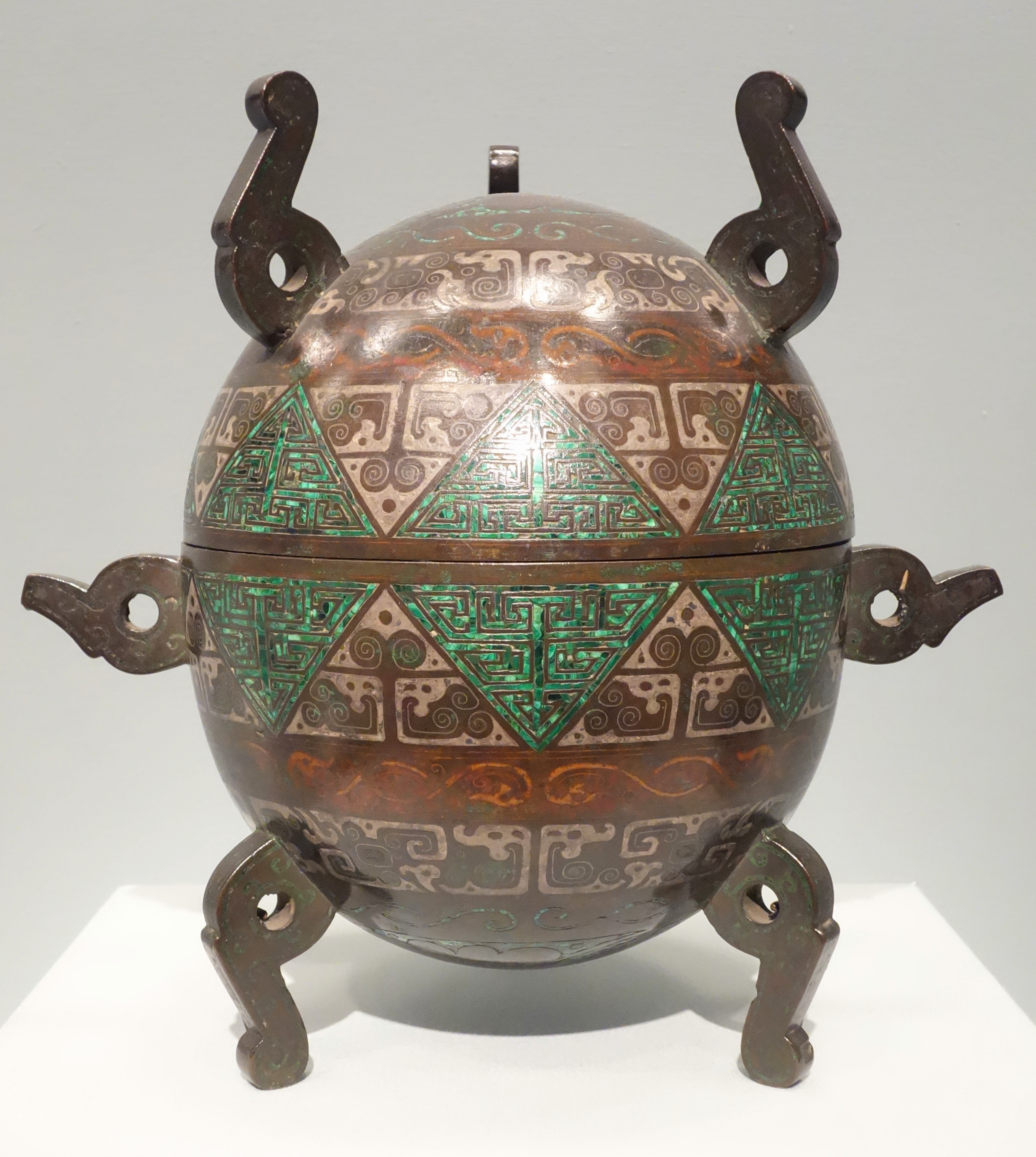
Vaso duī in bronzo con decorazione a smalti e tarsie simil-cloisonné (REPLICA) - dinastia Song.

Secondo il sinologo KC Chang, l'etimo "duī" sarebbe frutto d'una erronea compilazione nel catalogo di bronzi rituali della dinastia Song (960–1279), periodo durante il quale l'élite dominante dell'Impero cinese fu interessata da un forte intento archeologico di riscoperta degli antichi bronzi rituali. Stando alla ricostruzione di Chang, il "duī" assegnato dai Song al periodo della dinastia Zhou orientale (722–256 a.C.) sarebbe la storpiatura dell'antico vaso circolare guǐ in uso in realtà sin dai tempi della protostorica dinastia Shang (c. 1600–1046 a.C.).
Il duī apparve dunque sotto gli Zhou orientali, in data imprecisata ma comunque prima del Periodo degli Stati Combattenti (453–221 a.C.): a metà del Periodo delle primavere e degli autunni (722–481 a.C.), era in uso come recipiente per riscaldare e servire il cibo e fu uno dei primi tipi di vaso di forma quasi sferica.
Divenuto, come anticipato, uno status symbol nei corredi funebri Zhou orientali, il duī decrebbe in popolarità quale bronzo rituale venendo sostituito dal vaso "sheng" sotto le dinastie che costruirono l'Impero cinese vero e proprio: i Qin (221–206 a.C.) e gli Han (206 a.C.–220 d.C.).
L'apprezzamento, la creazione e la raccolta di bronzi cinesi come opere d'arte e non come oggetti rituali iniziò durante la dinastia Song (960–1279), sotto il cui regno l'élite dominante cinese fu interessata da un forte intento archeologico di riscoperta dei bronzi rituali Shang e Zhou, e raggiunse il suo apice durante la dinastia Qing (1636–1912), al tempo dell'imperatore Qing Qianlong (r. 1735–1796), la cui massiccia collezione è registrata nei cataloghi conosciuti come 西清古鑑T, 西清古鉴S, Xīqīng GǔjiànP, Hsi ch'ing ku chienW (1749–1755) e 西清繼鑑T, Xiqing jijianP che ancora oggi costituiscono la principale linea guida per la classificazione delle varie tipologie. Dall'epoca Song in avanti, le dinastie al comando dell'Impero cinese, fossero esse di effettiva etnia Han (Song o Ming) o mongolo-tungusa (Yuan e Qing), promossero un revival degli antichi bronzi rituali, ormai meri gingilli decorativi, tramite altri medium plastici, es. la giada, o decorati con nuove forme artistiche "barbare" come gli smalti cloisonné, introdotti sotto i Ming ed ancora in uso per fantasiose rielaborazione dei vasi rituali al tempo dei Qing.

## Descrizione
Come anticipato, il duī fu uno dei primi vasi cinesi di forma quasi sferica: ha un corpo a ciotola semisferica e un coperchio di forma simile. Le forme variano da circolare a ovale o sub-circolare. I tipi del tardo periodo Zhou orientale sono più sferoidali, divengono più ovoidali durante le Primavere e Autunni (le c.d. "Angurie duī") e sempre meno tondi durante gli Stati Combattenti, quando il coperchio è ormai sensibilmente appiattito rispetto alla ciotola/corpo. Il vaso poggia su un unico piedistallo oppure è sostenuto da tre gambe (similarmente ad altri bronzi rituali quali il celeberrimo 鼎T, DǐngP o la 盉T, HéP) che dovrebbero permettere di riscaldarne sulla brace il contenuto. Ogni vaso è dotata di maniglie anelli-formi (due o più) assicurati al corpo, al coperchio o a entrambi, per facilitarne il trasporto.

### Impianto decorativo
Premesso che stilemi decorativi comuni si rintracciano in tutta la bronzistica rituale cinese e nelle fattispecie nel vasellame, il duī fece la sua comparsa in un periodo interessato da una forte evoluzione nell'impianto decorativo dei bronzi cinesi. Durante il periodo Zhou orientale, infatti, i tradizionali stilemi decorativi cinesi del taotie (zh. 饕餮T, Tāo TièP, T'ao T'iehW), la c.d. "Maschera d'Orco", e del motivo spiraleggiante 雷文T, LéiwénP, lett. "Tuono/Fulmine/Spirale" in rilievo più fitto ma meno marcato e profondo che riempie lo spazio e crea una trama di fondo più leggera, meno opprimente, si legano a figure animali tridimensionali completamente formate (mucche, capre, uccelli, draghi e leoni), specialmente quando, intorno al 550 a.C., il c.d. "Stile animalistico" dei nomadi scito-siberiani, sempre più presenti sul territorio cinese, iniziò ad influenzarne i bronzisti. Alcuni di questi animali avevano una funzione puramente decorativa, mentre altri avevano anche uno scopo funzionale: es. nei duī gli anelli verticali del coperchio sono spesso effigi/maschere d'animali che stringono tra le fauci anelli mobili per facilitare il trasporto del vaso.
I contenitori stessi possiedono dettagli molto intricati, che variano in disegni geometrici e curvilinei distribuiti in registri simmetrici. Molte di queste incisioni assumono forme biomorfiche, raffiguranti immagini tipiche di animali presenti nell'antica Cina come gatti, serpenti, draghi o uccelli. Gran parte dei disegni sono intarsiati con metallo, anche se esistono ancora poche interpretazioni complete.
I duī più sferici del periodo Zhou orientale presentano tre maschere di animali in rilievo, le teste poste simmetricamente attorno al coperchio, come i tre piedini del calderone ding. Un semplice motivo lineare ricopre il vaso secondo registri chiaramente definiti, mentre fasce di corda in altorilievo separano la vasca dal coperchio. Durante gli Stati Combattenti, come anticipato, la contaminazione con l'Arte delle steppe si fa fortissima: tarsie in rame, turchese e argento, in motivi sferici vorticosi che accentuano la forma sferica del duī e che evolvono in motivi geometrici e/o zoomorfi (pantere). In questo periodo, le forme dei duī sono sempre più sub-circolari ma i motivi curvilinei accentuano la forma, le fasce decorative più prominenti diventano plastiche, con uccelli disposti simmetricamente ad intrecciarsi intorno al vaso, mentre i piedi, del corpo e del coperchio, prendono forma di S.
In epoca medievale, come anticipato, i , insieme ad altri vasi rituali, furono oggi di un revival, protrattosi fino al XIX secolo, che promosse la produzione di imitazioni, non solo delle forme dei vasi antichi e dei loro ornamenti ma anche delle loro patine.

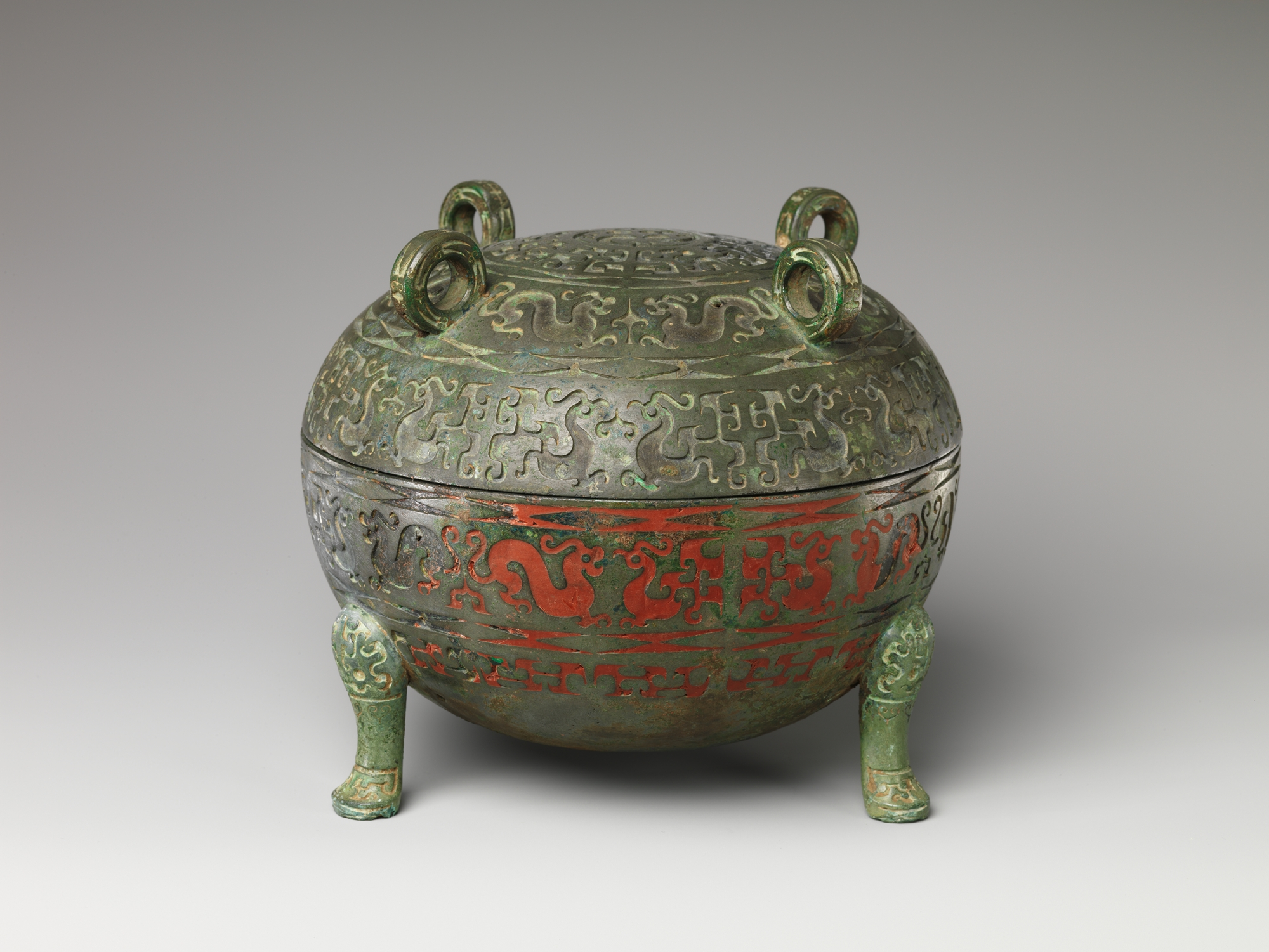
Duī arcaico - dinastia Zhou orientale.
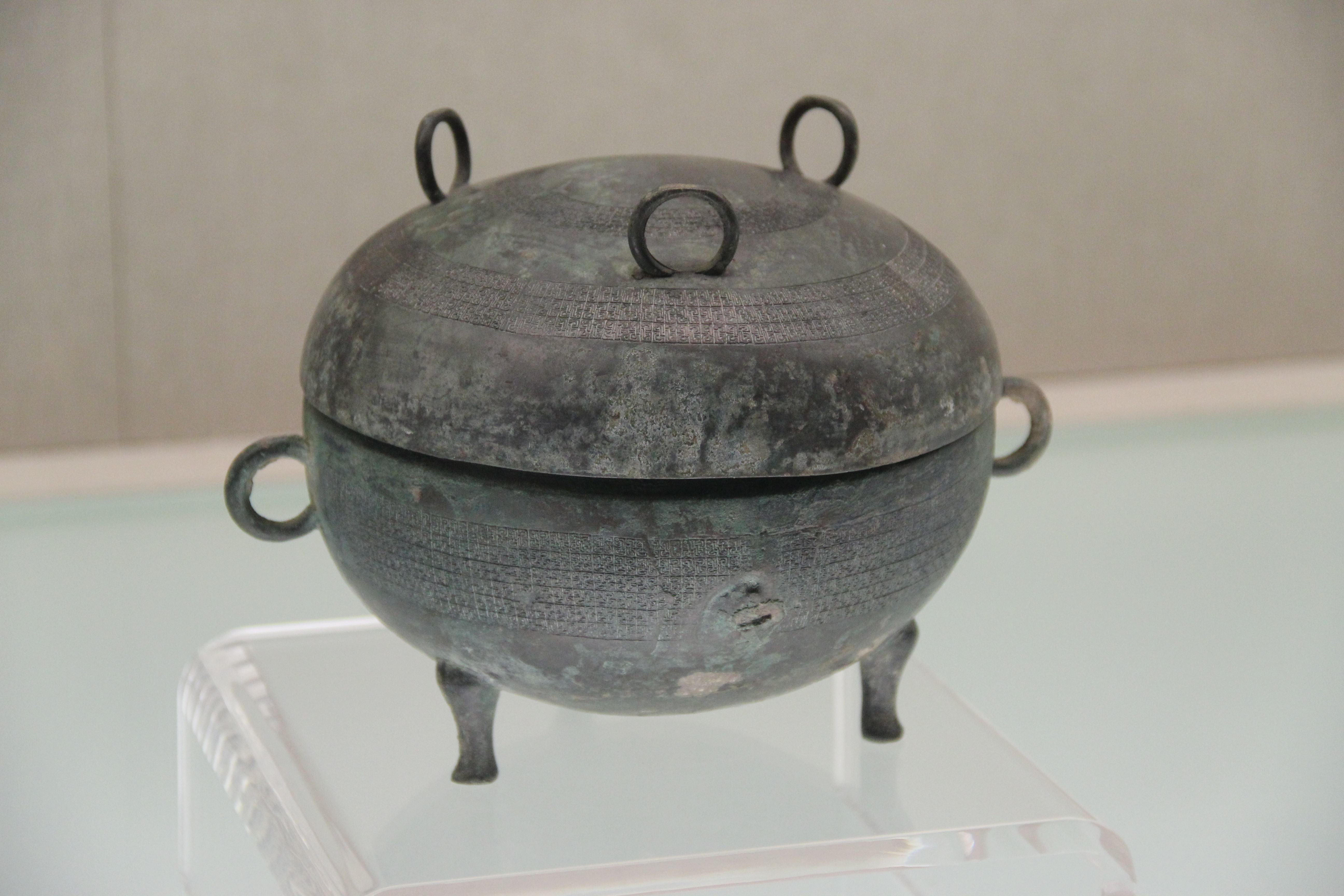
Duī - Periodo delle Primavere e degli Autunni.
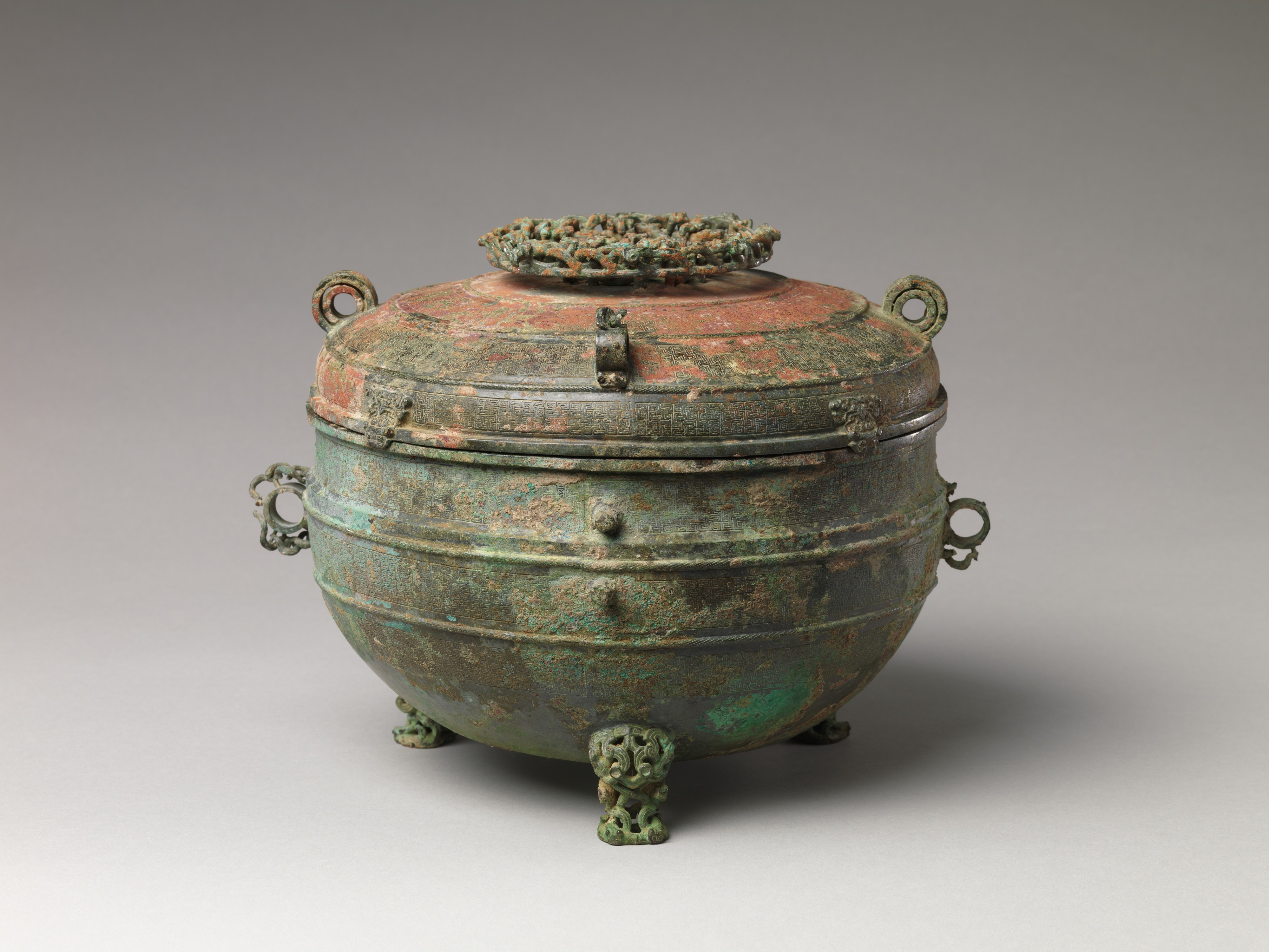
Duī - Periodo delle Primavere e degli Autunni.
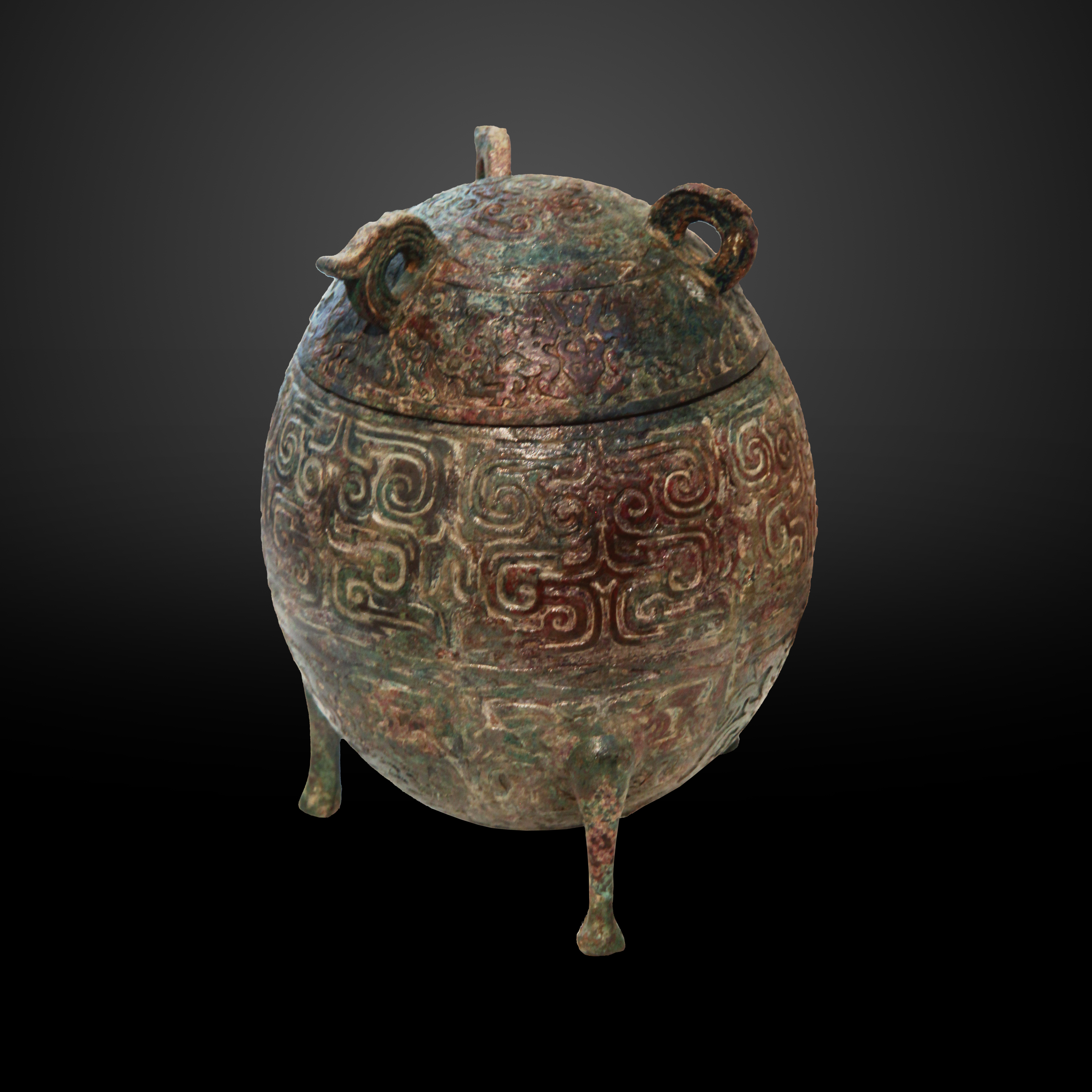
Duī ovoidale - Periodo degli Stati Combattenti.
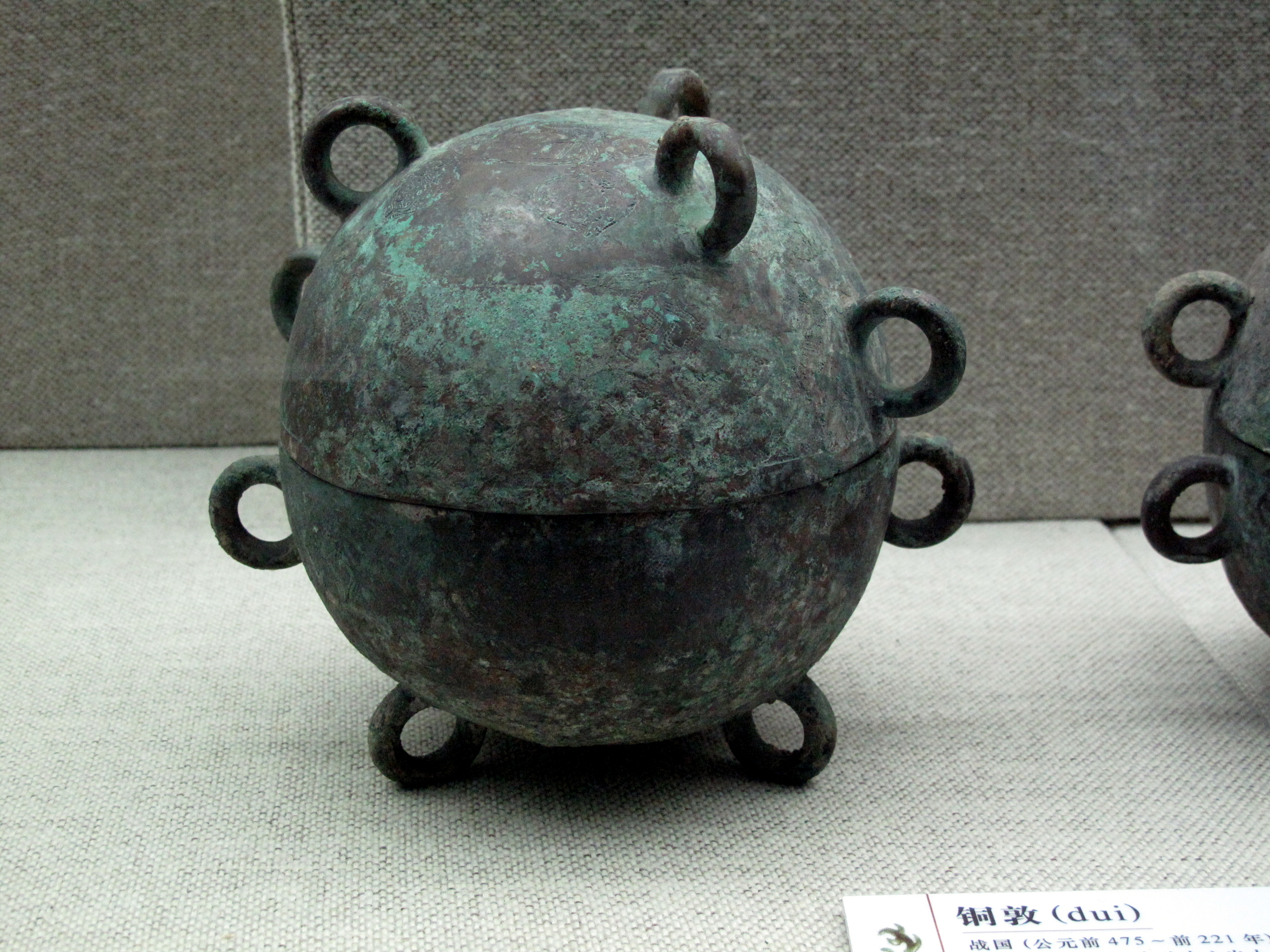
Duī con abbondanza d'anelli - Periodo degli Stati Combattenti.
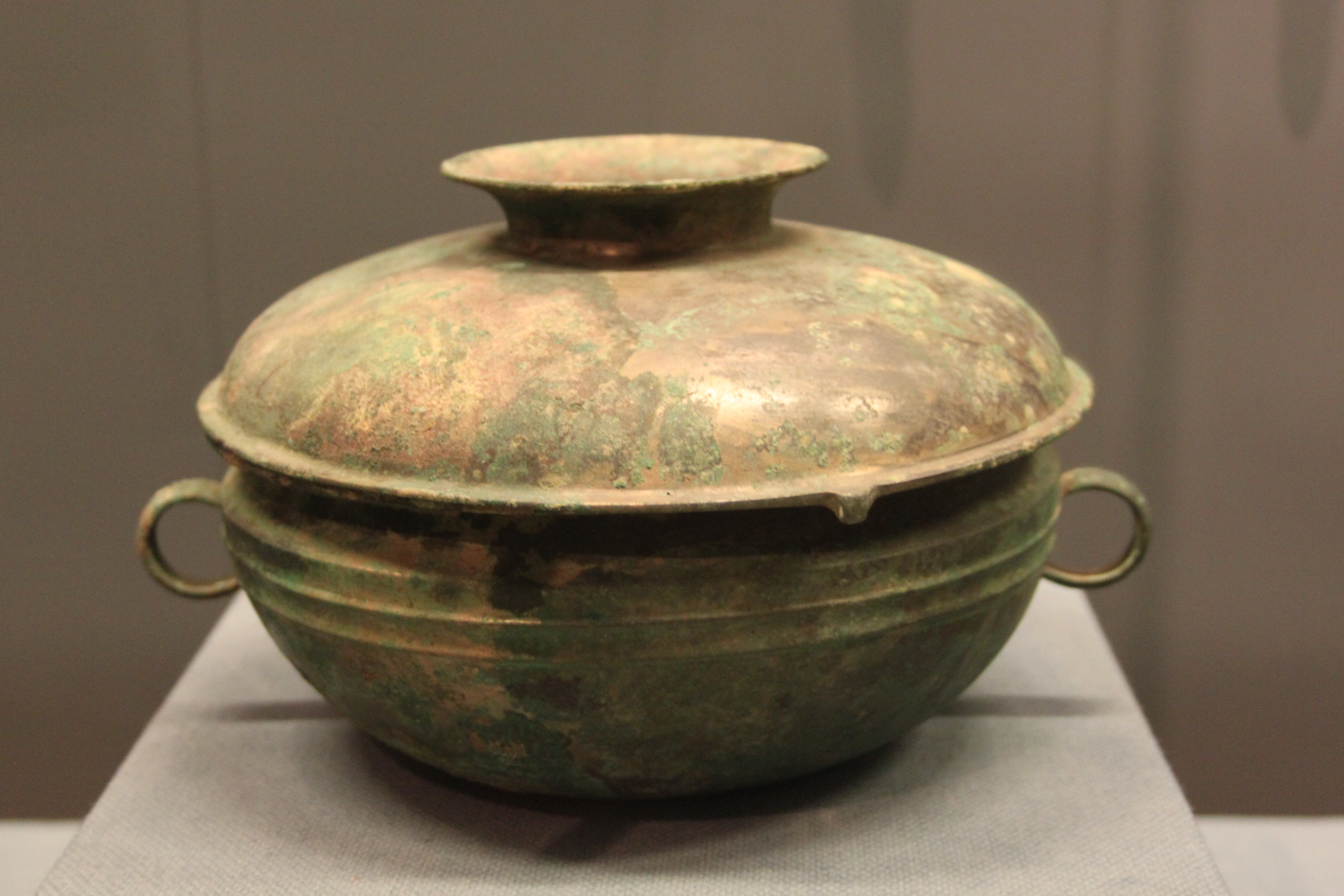
Duī tardo con coperchio schiacciato - Periodo degli Stati Combattenti.
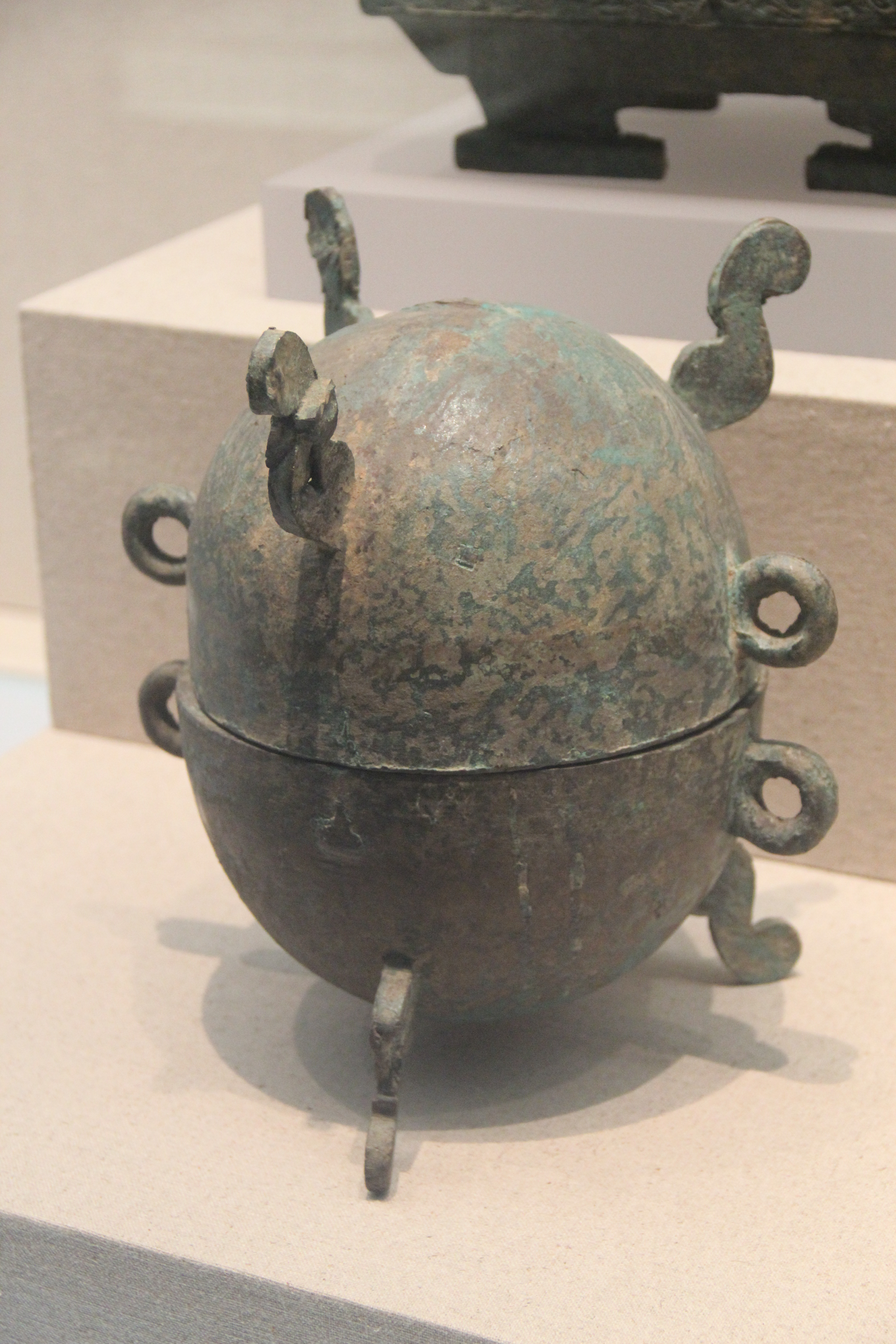
Duī ovoidale con abbondanza d'anelli e piedini ad S - Periodo degli Stati Combattenti.

## Esemplari rimarchevoli
Il Chen Hou Yinqi duī, commissionato dal re Wei di Qi (r. 356–320 a.C.), reca un'iscrizione contenente la prima attestazione dell'Imperatore Giallo nella documentazione storica.
Nel 2004, è stato rinvenuto un duī nella tomba M6 in Zhenghan Road, a Xinzheng dalla stazione di lavoro di Xinzheng dell'Istituto provinciale di reperti culturali e di archeologia dell'Henan.

### Bibliografiche
1. 1 2 3 4  Lefebvre d'Argence 1977, pp. 122-123.
2. 1 2  (EN) Food serving vessel (dui), New York, The Metropolitan Museum of Art. URL consultato il 25 luglio 2022.
3. 1 2  (EN) Julius Thomas Fraser e Francis C. Haber, Time, Science, and Society in China and the West, Amherst, University of Massachusetts Press, 1986,  p. 227, ISBN 0-87023-495-1.
4. 1 2  (EN) John King Fairbank e Merle Goldman, China: A New History, 2. ed. ampliata, Cambridge [e] Londra, The Belknap Press of Harvard University Press, 2006  [1992],  p. 33, ISBN 0-674-01828-1.
5. ↑  Chang 1981, pp. 156-169.
6. 1 2  Li 1980, pp. 12-13.
7. ↑  (EN) Gerald Holzworth, China: The Three Emperors 1662–1795, The Royal Academy of Arts, 2005. URL consultato il 10 luglio 2024 (archiviato dall'url originale il 12 dicembre 2005).
8. ↑  Rawson 2007, pp. 187-188.
9. ↑  Loehr 1968, pp. 152-153.
10. ↑  Delbanco 1983, p. 72.
11. ↑  Delbanco 1983, pp. 72-75.
12. ↑  Delbanco 1983, pp. 102-107.
13. ↑  Delbanco 1983, pp. 132-133.
14. ↑  Béguin e Chengyuan 1998, p. 139.
15. ↑  Delbanco 1983, p. 140.
16. ↑  Loehr 1968, pp. 150-151.
17. ↑  Loehr 1968, pp. 150-153.
18. ↑  Lawton 1983, pp. 32-42.
19. 1 2  (EN) China Heritage Project, Heritage and Archaeological News Briefs: New bronze discoveries, in China Heritage Newsletter, The Australian National University, 2005, ISSN 1833-8461 (WC · ACNP). URL consultato il 25 luglio 2022.
20. ↑  (EN) Su Xiaowei, Researching the image of the Yellow Emperor in China's textual sources and archaeological materials, in Journal of Chinese Humanities, traduzione di Catarina Weber, vol. 3, Leida, Brill, 2017,  pp. 48-71, DOI:10.1163/23521341-12340043.

### Fonti
- (ZH) 考工記T, 考工记S, Kao Gong JiP, lett. "Registrazione d'una recensione di [varie] opere", V-III secolo a.C..
- (ZH) 西清古鑑T, 西清古鉴S, Xīqīng GǔjiànP, Hsi ch'ing ku chienW, Catalogo dei bronzi rituali della Collezione Imperiale Qing, 1749–1755.

### Studi
Specifici
- (EN) Robert W. Bagley, Shang Ritual Bronzes in the Arthur M. Sackler Collections, Harvard University Press, 1987, ISBN 0-674-80525-9.
- (FR) Gilles Béguin e Ma Chengyuan, Rites et festins de la Chine antique : Bronzes du musée de Shanghai, Parigi, Findakly, 1998, ISBN 2-87900-365-2.
- (FR) Olivier de Bernon, Trésors de la Chine ancienne : Bronzes rituels de la collection Meiyintang, Parigi, Musée des arts asiatiques Guimet. Mare & Martin, Marie-Catherine Rey, 2013, ISBN 979-10-92054-16-3.
- Mario Bussagli, Bronzi cinesi, Elite, Fratelli Fabbri Editori, 1966.
- (FR) Catherine Delacour, De bronze d’or et d’argent : Arts somptuaires de la Chine, Parigi, Réunion des musées nationaux, 2001, ISBN 2-7118-4108-1.
- (EN) Dawn Ho Delbanco, Art From Ritual: Ancient Chinese Bronze Vessels from the Arthur M. Sackler Collections, Washington D.C., The Arthur M. Sackler Foundation, 1983, ISBN 0-916724-54-9.
- (EN) Eleanor von Erdberg, Ancient Chinese Bronzes: Terminology and Iconology, Siebenberg-Verlag, 1993.
- (EN) Wen Fong (a cura di), Great Bronze Age of China : an exhibition from the People's Republic of China, New York, Alfred A. Knopf, Metropolitan Museum of Art, 1980, ISBN 978-0-87099-226-1.
- (EN) Willem Heusden, Ancient Chinese Bronzes, ed. privata a cura dell'A., 1952.
- (EN) Rene-Yvon Lefebvre d'Argence, Bronze Vessels in the Avery Brundage Collection, San Francisco, CA, Asian Art Museum, 1977,  pp. 122-123.
- (EN) Xueqin Li, The Wonder of Chinese Bronzes, Pechino, 1980.
- (EN) Max Loehr, Ritual Vessels of Bronze Age China, New York, Asia Society, 1968.
- (EN) Max Loehr, The Bronze Styles of the Anyang Period (1300–1028 B.C.), in Archives of the Chinese Art Society of America, vol. 7, 1953,  pp. 42-53, JSTOR 20066953.
- (EN) Lukas Nickel, Imperfect Symmetry: Re-Thinking Bronze Casting Technology in Ancient China, in Artibus Asiae, vol. 66, n. 1, 2006, JSTOR 25261842.
- (EN) Cheng Qinhua, Chinese Bronzes: A General Introduction, Pechino, Foreign Language Press, 1995, ISBN 7-119-01387-4.
- (EN) John Pope, The Freer Chinese Bronzes, Smithsonian publication, 1967.
- (EN) Jessica Rawson, Chinese Bronzes: Art and Ritual, Londra, British Museum, 1987.
- (EN) Yu Sing e Caron Smith, Ringing Thunder- Tomb Treasures from Ancient China, San Diego Museum of Art, 1999, ISBN 0-937108-24-3.
- (EN) Yan Sun, Bronze vessels: style, assemblages, and innovations of the Western Zhou period, in Childs-Johnson 2020, pp. 451-470, 2020.
- (EN) William Watson, Ancient Chinese bronzes, Rutland, Charles E. Tuttle & Co., 1962.

Consultazione - Arte cinese
- (EN) Sarah Allan, The Shape of the Turtle: Myth, Art, and Cosmos in Early China, State University of New York Press, 1991, ISBN 978-0-7914-9449-3.
- (FR) Hélène Gascuel [et al.], Sublimes matières : À travers 5000 ans de création en Chine, Parigi, Guimet, 2014, ISBN 979-10-90262-13-3.
- (EN) Ladislav Kesner, The Taotie Reconsidered: Meaning and Functions of the Shang Theriomorphic Imagery, in Artibus Asiae, vol. 51, n. 1/2, 1991,  pp. 29-53, JSTOR 3249675.
- (EN) Jessica Rawson (a cura di), The British Museum Book of Chinese Art, 2. ed. ill., British Museum Press, 2007, ISBN 978-0-7141-2446-9.
- (EN) Thomas Lawton, Chinese Art of the Warring States Period: Change and Continuity, Washington, D.C., Smithsonian Institution, 1983,  pp. 32-42.
- (EN) Xiolong Xu, Cultures and styles during the Springs and Autumns period, in Childs-Johnson 2020, pp. 528-578, 2020.

Consultazione - Archeologia
- (EN) Robert Bagley, 3. Shang archaeology, in Loewe e Shaughnessy 1999, pp. 124-231, 1999.
- (EN) K.C. Chang, Archaeology and Chinese Historiography, in World Archaeology, vol. 13, 1981,  pp. 156-169, DOI:10.1080/00438243.1981.9979823.
- (FR) Danielle Elisseeff, Art et archéologie : la Chine du néolithique à la fin des Cinq Dynasties (960 de notre ère), Manuels de l'École du Louvre, Parigi, École du Louvre, 2008, ISBN 978-2-7118-5269-7.
- (EN) K.C. Chang, Studies of Shang Archaeology, Yale University Press, 1982.
- (EN) Elizabeth Childs-Johnson (a cura di), The Oxford Handbook of Early China, Oxford University Press, 2020, DOI:10.1093/oxfordhb/9780199328369.013.21, ISBN 978-0-19-932836-9.
- (EN) Lothar von Falkenhausen, 7. The Waning of the Bronze Age: Material Culture and Social Developments, 770–481 B.C., in Loewe e Shaughnessy 1999, pp. 450-544, 1999.
- (EN) Song Li, Chinese Bronze Ware, Cambridge University Press, 2011,  pp. 28-30, ISBN 978-0-521-18685-8.
- (EN) Michael Loewe e Edward L. Shaughnessy (a cura di), The Cambridge History of Ancient China : From the Origins of Civilization to 221 BC, The Cambridge History of China, Cambridge University Press, 1999, ISBN 978-0-521-47030-8.
- (EN) Peng Peng, Metalworking in Bronze Age China: The Lost-Wax Process, Cambria Press, 2020, ISBN 978-1-60497-962-6.
- (EN) Jessica Rawson, 6. Western Zhou archaeology, in Loewe e Shaughnessy 1999, pp. 352-449, 1999.
- (EN) Edward L. Shaughnessy, Sources of Western Zhou History: Inscribed Bronze Vessels, University of California Press, 1992, ISBN 978-0-520-07028-8.
- (EN) Edward L. Shaughnessy, 5. Western Zhou History, in Loewe e Shaughnessy 1999, pp. 292-351, 1999.